# NGC 2886
NGC 2886 est constitué de quatre étoiles rapprochées sur la sphère céleste situées dans la constellation de l'Hydre. L'astronome britannique John Herschel a enregistré la position de ces quatre étoiles le 1er février 1837.